# Elatostema trichophlebium
Elatostema trichophlebium là loài thực vật có hoa trong họ Tầm ma. Loài này được Merr. ex ined. mô tả khoa học đầu tiên.